# Tossal Perdiguer
El Tossal Perdiguer és una muntanya de 969 metres que es troba al municipi d'Alòs de Balaguer, a la comarca catalana de la Noguera.